# درنهولتس
درنهولتس (به چکی: Drnholec) یک منطقهٔ مسکونی در جمهوری چک است که در ناحیه برتسلاو واقع شده‌است. درنهولتس ۱٬۶۶۹ نفر جمعیت دارد.